# Dąbrówno
Dąbrówno (in tedesco Gilgenburg) è un comune rurale polacco del distretto di Ostróda, nel voivodato della Varmia-Masuria.
Ricopre una superficie di 165,37 km² e nel 2004 contava 4 380 abitanti.